# Kowdor
Kowdor – miasto w Rosji, w obwodzie murmańskim. W 2010 roku liczyło 18 820 mieszkańców.